# Roadworms: The Berlin Sessions
Roadworms: The Berlin Sessions to album autorstwa awangardowej grupy The Residents wydany w 2000 roku. Jego zawartość stanowi komplet utworów z albumu Wormwood: Curious Stories from the Bible w nieco odmienionych aranżacjach znanych z koncertów grupy, idealnie odtworzonych poprzez występ zespołu "na żywo" w studiu nagraniowym. Na płycie gościnnie pojawiła się Molley Harvey w charakterze wokalistki.

## Lista utworów
1. "Un-American Band" – 2:59
2. "How to Get a Head. Road" – 5:20
3. "Hanging by His Hair. Road" – 3:28
4. "God's Magic Finger. Road" – 3:20
5. "Tent Peg in the Temple. Road" – 4:09
6. "Fire Fall. Road" – 5:34
7. "Cain and Abel. Road" – 4:15
8. "Dinah and the Unclean Skin. Road" – 4:04
9. "Abraham. Road" – 6:44
10. "Burn Baby Burn. Road" – 3:42
11. "Judas Saves. Road" – 8:46